# Sycon defendens
Sycon defendens är en svampdjursart som beskrevs av Borojevic 1967. Sycon defendens ingår i släktet Sycon och familjen Sycettidae.
Artens utbredningsområde är havet kring Nya Kaledonien. Inga underarter finns listade i Catalogue of Life.